# Berberis colombiana
Berberis colombiana är en berberisväxtart som beskrevs av Ahrendt. Berberis colombiana ingår i släktet berberisar, och familjen berberisväxter. Inga underarter finns listade i Catalogue of Life.